# Merlo (azienda)
La Merlo S.p.A. è un'industria metalmeccanica italiana specializzata nella produzione di sollevatori a braccio telescopico, sia fissi che a torretta rotante, di betoniere auto-caricanti, trattori forestali, mezzi cingolati e piattaforme semoventi, con sede a San Defendente di Cervasca (Cuneo).

## Azienda

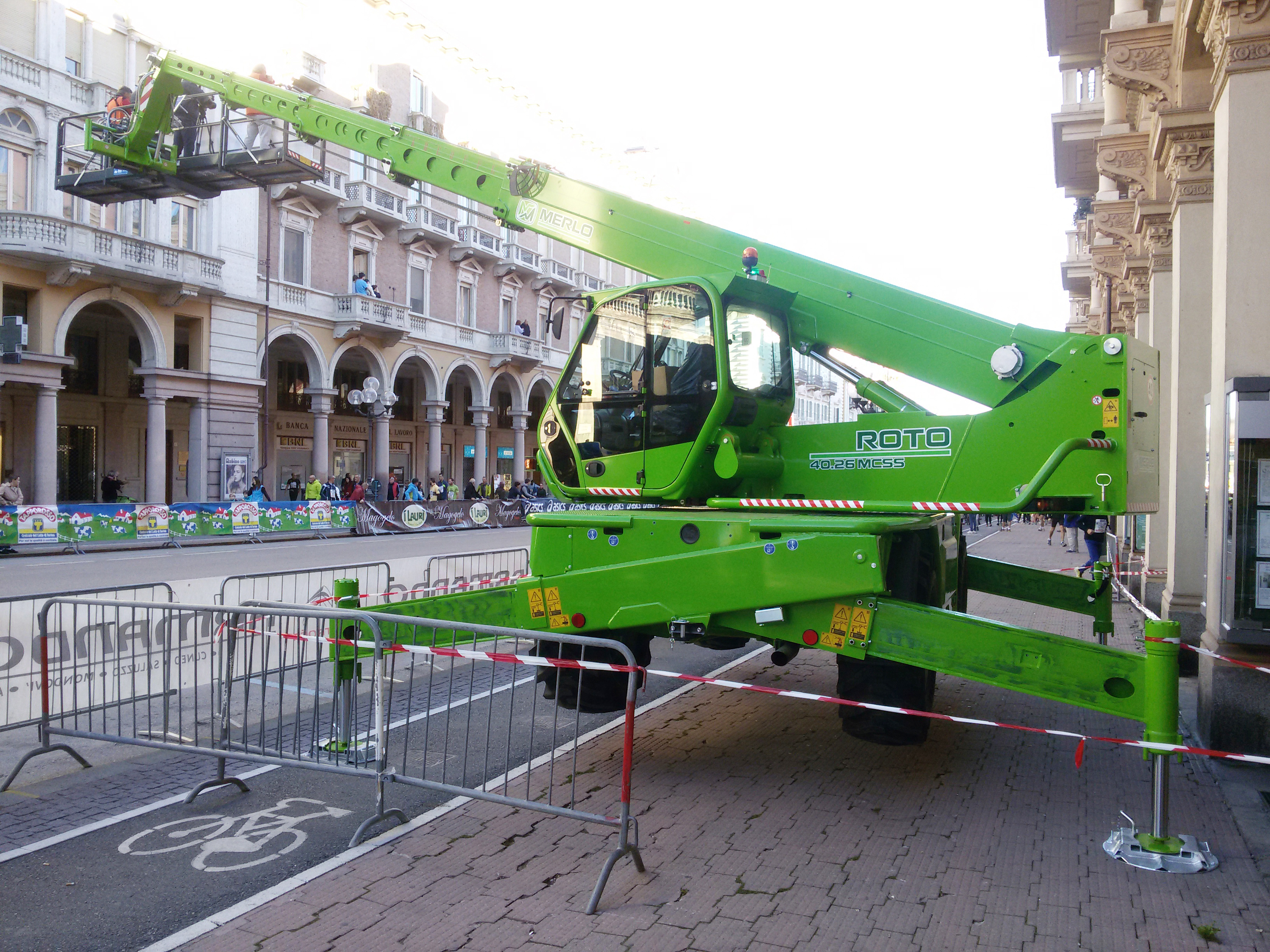
Sollevatore Merlo a torretta rotante modello Roto

La società è stata costituita nel 1964 dai fratelli Amilcare e Natalina Merlo ed ha mosso i primi passi nel settore delle costruzioni e dell'industria, successivamente i suoi mezzi hanno trovato applicazione anche nel comparto agricolo. 

La Merlo è stata la prima azienda in Europa a fabbricare industrialmente il sollevatore telescopico, attualmente è leader tecnologico nel settore.

Al 2024 l'azienda può contare su 5 filiali in Europa, 2 in Australia e 1 negli Stati Uniti.
Nel 1987 ha fornito sollevatori telescopici per le basi di ricerca ENEA Dome Concordia e Stazione Mario Zucchelli in Antartide, mentre nel 2013 per la stazione di ricerca della Nuova Zelanda Base Scott sempre in Antartide.
Sono stati utilizzati i mezzi Merlo per il recupero di vetture incidentate e/o bloccate in pista durante diversi Gran Premio di Formula 1 (Gran Premio d'Italia dal 1999, Gran Premio del Belgio, Gran Premio di Abu Dhabi, Gran Premio di San Marino, Gran Premio d'Austria, Gran Premio del Canada, Gran Premio di Francia).
La Merlo S.p.A. ha prodotto e produce tuttora sollevatori telescopici e mezzi per la protezione civile italiana, l'ONU, l'Esercito Italiano e per altri eserciti nel mondo (Australian Army, Armée de terre, Svenska flygvapnet).